# Цхведиани, Александр Сопромович
Александр Сопромович Цхведиани (1897, Лечхумский уезд, Кутаисская губерния, Российская империя — неизвестно, Цагерский район, Грузинская ССР) — звеньевой колхоза имени 10-летия Советской власти Цагерского района, Грузинская ССР. Герой Социалистического Труда (1949).

## Биография
Родился в 1897 году в крестьянской семье в одном из сельских населённых пунктов Лечхумского уезда. После окончания местной начальной школы трудился на виноградниках в личном хозяйстве. Участвовал в движении за установление советской власти в Лечхумском уезде. Во время коллективизации вступил в колхоз имени 10-летия Советской власти Цагерского района. В послевоенное время — звеньевой виноградарей в этом же колхозе.
В 1948 году звено под его руководством собрало в среднем с каждого гектара по 115,3 центнера винограда с площади 3 гектара. Указом Президиума Верховного Совета СССР от 9 августа 1949 года удостоен звания Героя Социалистического Труда за «получение высоких урожаев винограда в 1948 году» с вручением ордена Ленина и золотой медали «Серп и Молот» (№ 4392).
За выдающиеся трудовые достижения по итогам работы в 1949 году награждён вторым Орденом Ленина.
После выхода на пенсию проживал в Цагерском районе. С 1968 года — персональный пенсионер союзного значения. Дата смерти не установлена.
Награды
- Герой Социалистического Труда
- Орден Ленина — дважды (1949; 05.09.1950)
- Медаль «За трудовое отличие» (28.10.1967)